# Учар (село)
Учар (кирг. Учар) — село в Кара-Сууском районе Ошской области Кыргызстана. Входит в состав Телейкенского айылного аймака.

## География
Село расположено в северо-западной части области, у юго-западной окраины города Ош, на расстоянии приблизительно 22 километров (по прямой) к юго-юго-западу от города Кара-Суу, административного центра района. Абсолютная высота — 1085 метров над уровнем моря.

## Население
Согласно оценочным данным Национального статистического комитета Кыргызской Республики, численность населения села на начало 2023 года составляла 4873 человека.
| год     | 2009 | 2014 | 2015 | 2020 | 2021 | 2023 |
| ------- | ---- | ---- | ---- | ---- | ---- | ---- |
| человек | 4911 | 5795 | 5859 | 6898 | 4651 | 4873 |